# Robotnicze Towarzystwo Przyjaciół Dzieci
Robotnicze Towarzystwo Przyjaciół Dzieci (RTPD) – socjalistyczna organizacja opieki nad dziećmi działająca od 1926 do 1949.

## Historia
Zostało zawiązane w 1919 pod nazwą „Robotniczy Wydział Wychowania Dziecka i Opieki nad Nim” jako stowarzyszenie przy PPS na prawach wydziału, działające na terenie dawnego Królestwa Polskiego mające na celu organizowanie opieki nad dziećmi, sierotami po działaczach robotniczych i innymi dziećmi ze środowisk robotniczych. Obejmowało tworzenie placówek opiekuńczo-wychowawczych, przedszkoli, szkół, kolonii letnich, dożywiania, opieki lekarskiej. W tym czasie na terenie Małopolski działało socjalistyczne „Towarzystwo Przyjaciół Dzieci” w Krakowie, „Towarzystwo Opieki nad Dzieckiem w Białej i „Gniazda Dziecięce” we Lwowie. Z inicjatywy Robotniczego Wydziału 31 października 1926 doszło do połączenia pokrewnych stowarzyszeń i nadania zreorganizowanej instytucji nazwy „Robotnicze Towarzystwo Przyjaciół Dzieci” (RTPD). W 1928 RTPD przystąpiło do Międzynarodowej Organizacji Socjalistycznego Wychowania Dziecka. W latach 1937–1938 działalność RTPD obejmowała ponad 20 tys. dzieci

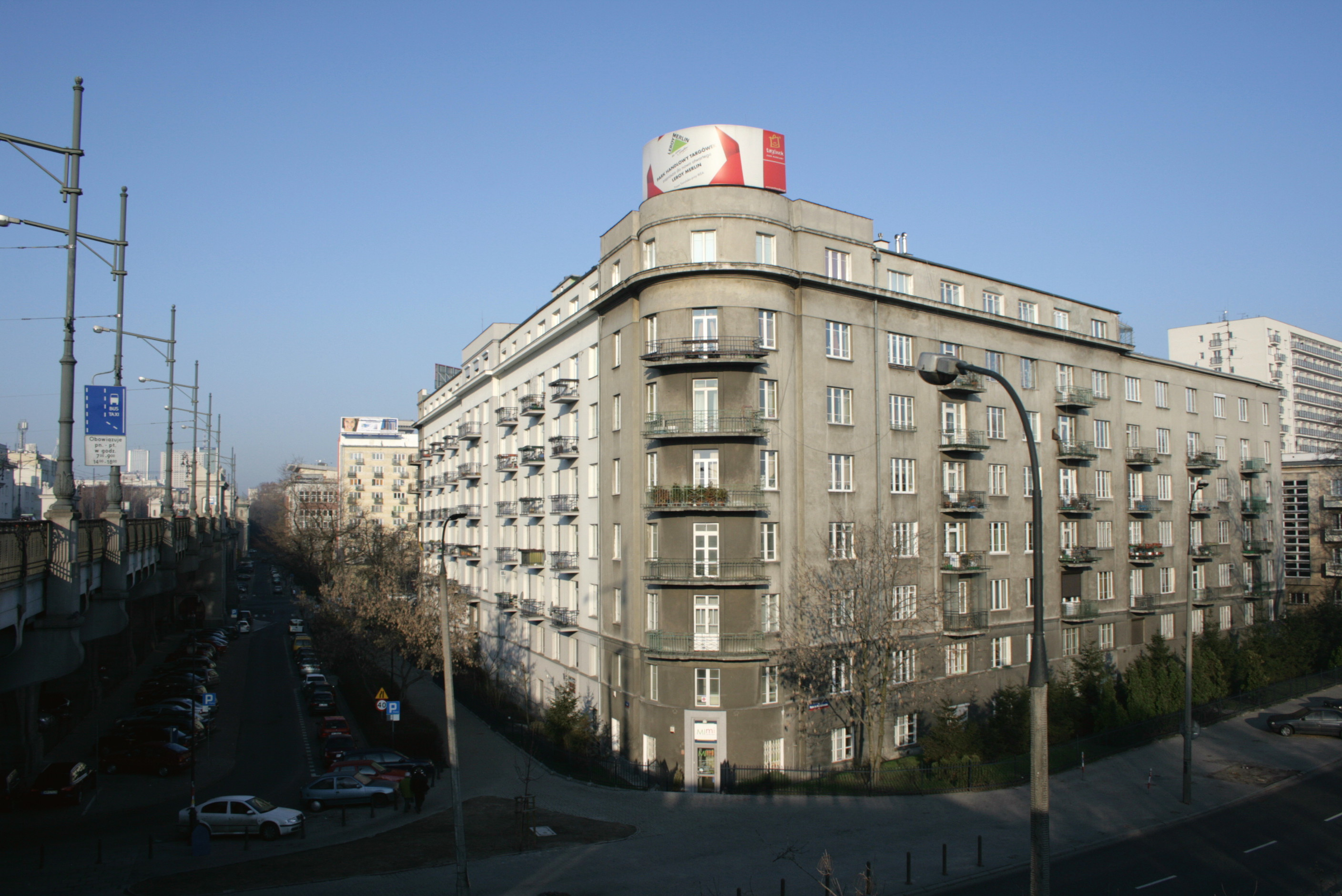
Dawna siedziba RTPD przy Al. 3 Maja 2 w Warszawie

RTPD dysponowało Ośrodkiem (Dom Dziecka im. Heleny Dłuskiej) w Helenowie (w 1922 przekazanym przez Kazimierza Dłuskiego i jego żonę Bronisławę Skłodowską-Dłuską, siostrę Marii Skłodowskiej-Curie). Ośrodek przeznaczony był dla dzieci z zakładów i ognisk prowadzonych przez RTPD. Od 1930 w ośrodku powstała biblioteka prowadzona przez Teresę Perlową (wdowę po Feliksie Perlu).
Nową formą opieki otwartej było prowadzenie przez RTPD ognisk i klubów niedzielnych. M.in. w Warszawie w latach 1923–1928 było siedem ognisk dla dzieci w wieku szkolnym i cztery kluby w sumie obejmujące opieką około 500 dzieci. Warto podkreślić, że ogniska stanowiły pierwsze próby opieki środowiskowej w miejscu zamieszkania. W latach 1926–1928 RTPD organizowało kolonie i półkolonie wakacyjne, uwzględniając przede wszystkim potrzeby dzieci z rodzin niewydolnych finansowo, zaniedbanych, opuszczonych. Objęto wówczas opieką wyjazdową 1.765 dzieci. Kolonie organizowano w Helenowie, Broku, Pułtusku, Wieluniu. W tym samym czasie w punktach półkolonijnych pod stałą opieką wychowawców, otrzymując posiłek, przebywało 1747 dzieci. Od 1929 RTPD posiadała teatr kukiełkowy, który od 1930 działał jako teatr „Baj”. RTPD w okresie 1927–1939 wydawało pismo „Przyjaciel Dziecka” jako dodatek do „Robotnika”.
Przewodniczącym Wydziału, a następnie RTPD od 1919 do 1939 był Tomasz Arciszewski. Sekretarzem generalnym był Wacław Tułodziecki, zaś w skład Zarządu Głównego wchodzili m.in. Iza Zielińska, Wanda Pożaryska, Aleksander Landy, Władysława Weychert-Szymanowska, Dorota Kłuszyńska.
W 1944 odtworzono działanie RTPD. Kierowali nim kolejno Stanisław Żemis (1944–1948), a następnie Eustachy Kuroczko (1948–1949). W 1949 nastąpiło połączenie Robotniczego Towarzystwa Przyjaciół Dzieci z Chłopskim Towarzystwem Przyjaciół Dzieci w Towarzystwo Przyjaciół Dzieci. RTPD zostało rozwiązane rozporządzeniem Rady Ministrów z dnia 21 czerwca 1949 r. w sprawie uznania „Towarzystwa Przyjaciół Dzieci” za stowarzyszenie wyższej użyteczności i rozwiązania stowarzyszenia „Robotnicze Towarzystwo Przyjaciół Dzieci” (Dz.U. z 1949 r. nr 40, poz. 286) z dniem 12 lipca 1949.
Niektóre placówki stworzone przez RTPD:
- I Liceum Ogólnokształcące z Oddziałami Integracyjnymi im. Bolesława Limanowskiego w Warszawie (od 1930 szkoła podstawowa, od 1934 gimnazjum)[5]
- Centrum Rehabilitacji, Edukacji i Opieki TPD „Helenów”[6]
- Przedszkole Nr 129 „Raj na Skarpie” w Warszawie (dawne 112, później 29, a wcześniej Przedszkole nr 5 RTPD)[7]
- Zespół Szkół Specjalnych przy Ośrodku Terapii Nerwic dla Dzieci i Młodzieży Orzesze (założony w 1945 r. jako Dom Zdrowia RTPD)[8]
- Szkoła Ogólnokształcąca stopnia podstawowego i licealnego w Szczecinie przy ulicy Małopolskiej nr 22[9]